# Portulaca smallii
Portulaca smallii är en portlakväxtart som beskrevs av Percy Wilson. Portulaca smallii ingår i släktet portlaker, och familjen portlakväxter. Inga underarter finns listade i Catalogue of Life.